# Urișor, Cluj

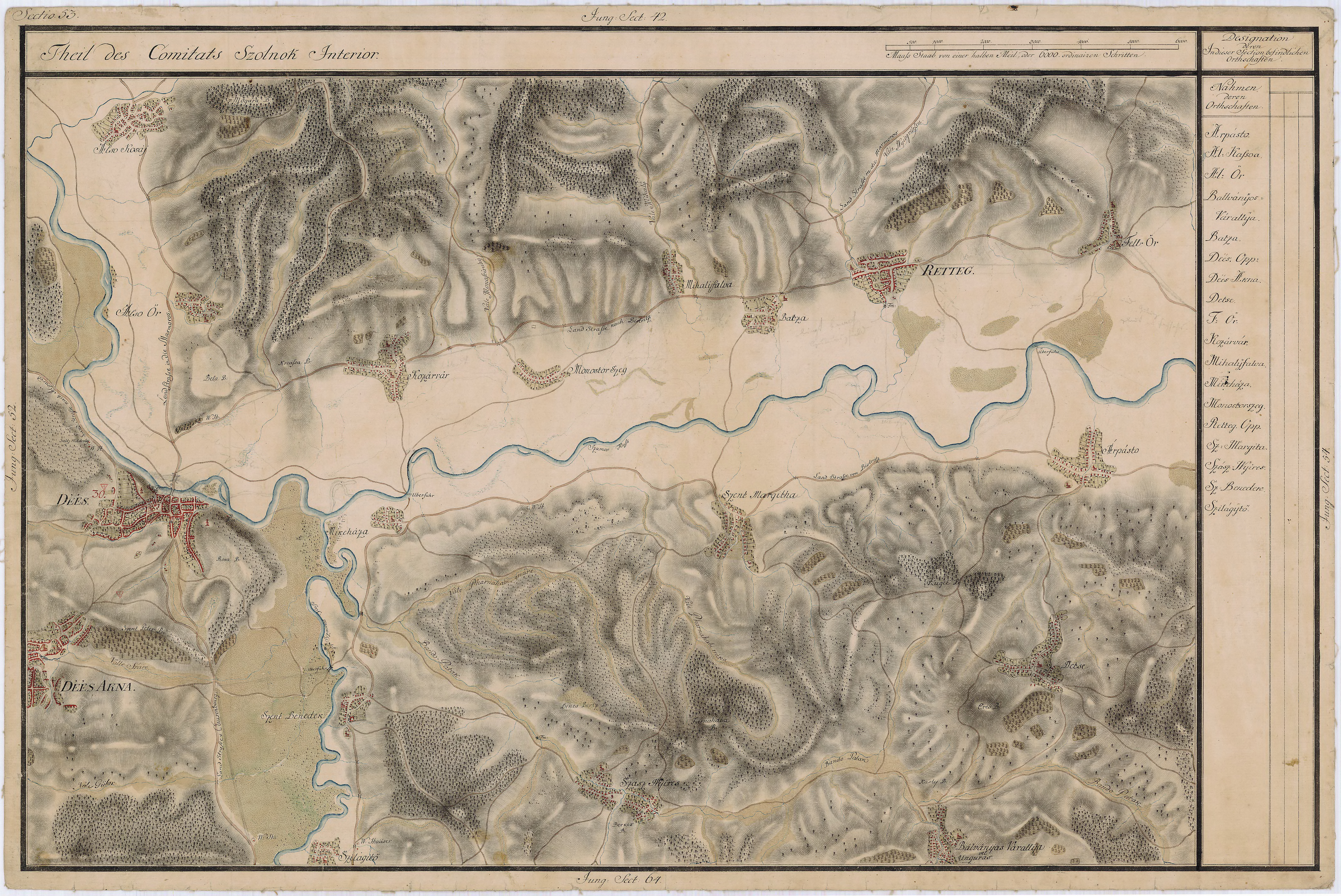
Urişor pe Harta Iosefină a Transilvaniei, 1769-1773

Urișor (în maghiară Alör, în germană Felsendorf) este un sat în comuna Cășeiu din județul Cluj, Transilvania, România.

## Istoric
Localitatea a fost locuită în evul mediu de sași. Biserica medievală din secolele XIII-XIV se găsește în stare de ruină. Situl respectiv, cu numele „La Biserică”, se află înscris pe lista monumentelor istorice sub codul LMI CJ-I-s-B-07221.

## Demografie
La recensământul din 1930 au fost înregistrați 772 locuitori, dintre care 599 români, 146 evrei, 13 maghiari, 10 țigani ș.a. Sub aspect confesional populația era alcătuită din 589 greco-catolici, 146 mozaici, 20 ortodocși, 12 reformați ș.a.